# يو هاي جونغ
يو هاي جونغ (هانغل: 유해정) ممثلة كورية جنوبية ولد في 9 أكتوبر 2000 في كوريا الجنوبية بدأت مشوارها الفني عام 2006 .

## روابط خارجية
- Yoo Hae-jung في هانسينما
- Yoo Hae-jung على قاعدة بيانات الأفلام الكورية
- يو هاي جونغ على موقع IMDb (الإنجليزية)